# Pellegrino Tomaso Ronchi
Pellegrino Tomaso Ronchi (Riolo Terme, 19 gennaio 1930 – Perugia, 24 ottobre 2018) è stato un vescovo cattolico italiano.

## Biografia
Nacque a Riolo Terme, in provincia di Ravenna e diocesi di Imola, il 19 gennaio 1930.

### Formazione e ministero sacerdotale
Entrò nell'Ordine dei frati minori cappuccini emettendo i voti perpetui all'età di 21 anni. Il 21 marzo 1953 fu ordinato presbitero a Faenza. Successivamente studiò alla Pontificia università urbaniana di Roma, dove conseguì la laurea in diritto canonico. Per un periodo insegnò al seminario dei cappuccini di Bologna.
Nel 1960 iniziò la sua esperienza missionaria: prima in India, a Lucknow, dove conobbe Madre Teresa di Calcutta e le missionarie della carità, delle quali divenne confessore. In diocesi ricoprì il ruolo di segretario del vescovo, che accompagnò a Roma per partecipare al Concilio Vaticano II. Nel 1972 partì per l'Etiopia (Kambatta Alaba), dove rimase per qualche mese. Infatti la Congregazione per l'evangelizzazione dei popoli lo nominò rettore maggiore del Pontificio Collegio Missionario Internazionale di Propaganda Fide a Roma, carica che mantenne per tredici anni, collaborando attivamente con il cardinale brasiliano Agnelo Rossi.

### Ministero episcopale

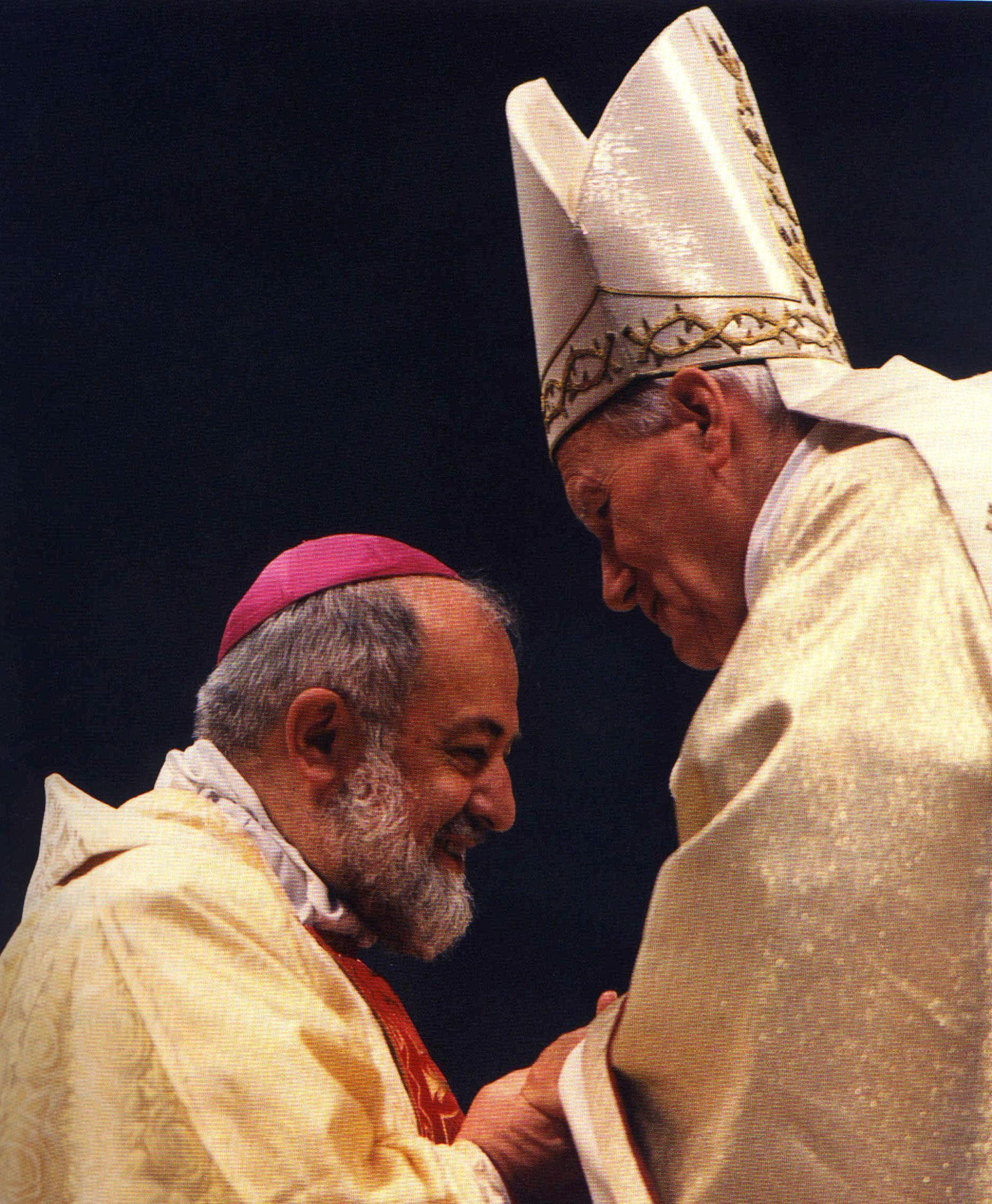
Mons. Ronchi con papa Giovanni Paolo II il giorno dell'ordinazione episcopale

Il 7 dicembre 1984 fu nominato vescovo della sede suburbicaria di Porto e Santa Rufina; la consacrazione episcopale avvenne il 6 gennaio 1985 in San Pietro da parte di papa Giovanni Paolo II. Il 9 novembre dello stesso anno rinunciò all'incarico per motivi di salute.
Il 7 febbraio 1991 fu nominato vescovo di Città di Castello. Il suo episcopato in terra altotiberina fu caratterizzato da importanti scelte pastorali: la centralità della festa dei santi patroni, Florido e Amanzio, la celebrazione annuale dell'assemblea ecclesiale diocesana, la riorganizzazione della Scuola diocesana di Formazione teologica "Mons. Cesare Pagani", l'attenzione ai beni culturali attraverso il potenziamento del Museo diocesano del Duomo, dell'Archivio Storico Diocesano e della Biblioteca diocesana Storti-Guerri. Importanti anche le scelte nell'ambito della carità: casa di accoglienza e mensa della Caritas diocesana, casa di accoglienza per donne in difficoltà, sostegno al negozio del commercio equo e solidale. Sette i preti diocesani da lui ordinati e quattro i diaconi permanenti. Tra i momenti più significativi del suo episcopato a Città di Castello si ricordano la visita pastorale e la beatificazione del vescovo Carlo Liviero il 27 maggio 2007. Il suo stile pastorale fu caratterizzato da una frequente presenza nelle comunità parrocchiali e religiose, un rapporto personale aperto e gioviale, il contatto diretto con preti e laici, la capacità di ascolto e di inserimento nella comunità locale.
Nonostante gli impegni, monsignor Ronchi rimase legato alla sua terra: si recò spesso a Riolo Terme per celebrare le cresime, per presiedere la processione della Madonna nel mese di maggio, o per stare vicino ai familiari. Continuò ad essere legato al convento dei cappuccini di Faenza e, in particolare, a padre Gattiani, suo direttore spirituale.
Il 23 settembre 2007 rinunciò alla carica episcopale per raggiunti limiti di età; divenne vescovo emerito della medesima diocesi.
Nel 2017 il suo archivio personale fu donato all'Archivio storico diocesano di Città di Castello.
Ricoverato presso l'infermeria dei Frati cappuccini di Perugia, ivi morì il 24 ottobre 2018 all'età di 88 anni.

## Genealogia episcopale
La genealogia episcopale è:
- Cardinale Scipione Rebiba
- Cardinale Giulio Antonio Santori
- Cardinale Girolamo Bernerio, O.P.
- Arcivescovo Galeazzo Sanvitale
- Cardinale Ludovico Ludovisi
- Cardinale Luigi Caetani
- Cardinale Ulderico Carpegna
- Cardinale Paluzzo Paluzzi Altieri degli Albertoni
- Papa Benedetto XIII
- Papa Benedetto XIV
- Papa Clemente XIII
- Cardinale Enrico Benedetto Stuart
- Papa Leone XII
- Cardinale Chiarissimo Falconieri Mellini
- Cardinale Camillo Di Pietro
- Cardinale Mieczysław Halka Ledóchowski
- Cardinale Jan Maurycy Paweł Puzyna de Kosielsko
- Arcivescovo Józef Bilczewski
- Arcivescovo Bolesław Twardowski
- Arcivescovo Eugeniusz Baziak
- Papa Giovanni Paolo II
- Vescovo Pellegrino Tomaso Ronchi, O.F.M.Cap.